# Ángel Ballabriga Aguado
Ángel Ballabriga Aguado (Zaragoza 1920- Barcelona 2008) fue un médico pediatra español catedrático  y jefe de departamento de pediatría del Hospital Universitario Valle de Hebrón de Barcelona donde desarrolló una intensa actividad clínica, investigadora  y docente que contribuyó a la creación y desarrollo de la especialidad de neonatología en España de la que fue un pionero y una figura destacada.

## Biografía y trayectoria profesional
Nació en Zaragoza y a una edad temprana se trasladó a Barcelona. Se licenció en medicina en 1943 por la Universidad de Barcelona y se especializó en Pediatría en las Universidades de Berna, Basilea y Estocolmo entre los años 1943 y 1947. Realizó el doctorado en Medicina en la Universidad de Madrid en 1946. En 1948 fue nombrado médico puericultor del Estado por oposición. En 1956 obtuvo una beca de la OMS en la Escuela de Puericultura de París con el Dr Marcel Lelong. En 1958 fue nombrado jefe del Centro de Prematuros de Barcelona donde obtuvo unos índices de supervivencia muy elevados. En 1965 fue nombrado jefe de departamento y director del Hospital Infantil Vall d’Hebrón de Barcelona. Desempeñó este cargo hasta 1993, siendo nombrado al año siguiente director de la Unidad de Investigación Biomédica de este hospital, que ejerció hasta 1996. De otra parte, desde 1975 y hasta su jubilación, fue  catedrático de Pediatría en la Universidad Autónoma de Barcelona.
Bajo su tutela se formaron muchas promociones de pediatras y neonatólogos que desarrollaron su actividad en todo el Estado.

## Publicaciones y Distinciones
Su labor científica se expresó en sus más de 250 publicaciones nacionales e internacionales y numerosos libros de la especialidad.
Fue  presidente del XVI Congreso Internacional de Pediatría en Barcelona (1980) y del VII Congreso Europeo de Medicina Perinatal en Barcelona (1980).
Fue elegido miembro de honor de numerosas sociedades científicas españolas y extranjeras, entre ellas, la Japanese Pediatric Society y la British Paediatric Association.
Su contribución a la ciencia pediátrica ha sido extensamente reconocida con premios y distinciones, como el de doctor honoris causa por la Universidad de Valladolid (1993) y por la Universidad de Lisboa (1994),  el Premio de la International Pediatric Association (1991) o la Medalla Guillermo Arce-Ernesto Sánchez Villares de la Universidad de Salamanca (1998).
Fue miembro fundador de la Sociedad Europea de Investigación Pediátrica, miembro de la Asociación Internacional de Pediatría Perinatal y del Comité Permanente de la Asociación Internacional de Pediatría.
En 1974 ingresó como miembro numerario de la Real Academia de Medicina de Barcelona.
EL 1991, recibió la medalla Narcís Monturiol que otorga la Generalidad de Cataluña para galardonar personas y entidades que han contribuido de manera destacada al progreso científico y tecnológico de Cataluña.